# El Corresponsal de Medio Oriente y África
El Corresponsal de Medio Oriente y África es una publicación en línea en español fundada en junio de 2000 por el periodista argentino Ricardo López Dusil, orientada al análisis político y económico internacional sobre dicha área; también tiene contenidos relacionados con turismo, comercio exterior y colectividades de origen extranjero en la Argentina.
Publica noticias, contribuciones y artículos de periodistas y especialistas de distintos lugares del mundo, además de los originados por su redacción.
El sitio web enumera como principios de política editorial «el respeto de los derechos humanos, el rechazo del terrorismo, el reconocimiento del derecho de Israel a existir como Estado y el reconocimiento del derecho del pueblo palestino a tener su propia nación».